# Lijst van afleveringen van Law & Order: Special Victims Unit (seizoen 6)
Dit artikel vat het zesde seizoen van Law & Order: Special Victims Unit samen.

## Hoofdrollen
- Christopher Meloni - rechercheur Elliot Stabler
- Mariska Hargitay - rechercheur Olivia Benson
- Richard Belzer - rechercheur John Munch
- Ice-T - rechercheur Fin Tutuola
- Dann Florek - hoofd recherche Donald Cragen
- Diane Neal - assistente officier van justitie Casey Novak
- Tamara Tunie - dr. Melinda Warner
- BD Wong - dr. George Huang

## Terugkerende rollen
- Mary Stuart Masterson - dr. Rebecca Hendrix
- Caren Browning - Judith Siper
- Joel de la Fuente - forensisch onderzoeker Ruben Morales
- Mike Doyle - forensisch onderzoeker Ryan O'Halloran
- Fred Dalton Thompson - officier van justitie Arthur Branch
- Jill Marie Lawrence - Cleo Conrad
- Charlayne Woodard - zuster Peg
- Peter Hermann - Trevor Langan
- Allison Siko - Kathleen Stabler
- Patricia Cook - Elizabeth Stabler
- Jeffrey Scaperrotta - Dickie Stabler
- Peter McRobbie - rechter Walter Bradley
- Sheila Tousey - rechter Danielle Larsen
- Joanna Merlin - rechter Lena Petrovsky
- Audrie Neenan - rechter Lois Preston
- Tom O'Rourke - rechter Mark Seligman
- Philip Bosco - rechter Joseph Terhune
- Judith Light - hoofd rechtbank Elizabeth Donnelly

## Afleveringen
| Aflevering | Titel       | Schrijver                       | Regie                                 | Uitzenddatum VS   | Selectie gastrollen |
| --- | ----------- | ------------------------------- | ------------------------------------- | ----------------- | --- |
| 1. | Birthright  | Jonathan Greene                 | Arthur W. Forney                      | 21 september 2004 | Viola Davis - Donna Emmett Abigail Breslin - Patty Branson Lea Thompson - Michelle Osborne Ned Bellamy - Peter Carson                                                            |
| Als iemand een meisje wil ontvoeren bij een school gaan Benson en Stabler op onderzoek uit. Zij pakken een verdachte op en die verklaart dat hij een privédetective is en ingehuurd is door een vrouw die beweert dat het meisje haar biologische dochter is. Deze bewering brengt een fraudezaak naar boven van een dokter van een bevruchtingskliniek die embryo's heeft gestolen van vrouwen en aan verschillende vrouwen heeft gegeven zonder hun medeweten. Deze leidt de wettelijke en biologische moeder naar de rechtbank met de vraag wie de voogd wordt van het meisje. |             |                                 |                                       |                   | |
| 2. | Debt        | Amanda Green                    | David Platt                           | 28 september 2004 | Ming-Na - Li Mei Jack Yang - Ricky Yao Aaron Yoo - Tommy James Hong - eigenaar sweatshop Kim Chan - Mr. Zhang                                                                    |
| Een verlaten kind brengt Benson en Stabler in een zaak waar zij de moeder willen vinden. Zij komen door de zus van de moeder erachter dat zij een afspraak had gemaakt met een mensensmokkelaars bende om haar dochter van China naar New York te krijgen. Het wordt al snel duidelijk dat de dochter gedwongen wordt door de smokkelaars om in de prostitutie te werken. Nadat de rechercheurs een corrupte immigratieadvocaat hebben gearresteerd ontdekken zij waar de dochter verborgen wordt gehouden en kunnen haar net op tijd redden. |             |                                 |                                       |                   | |
| 3. | Obscene     | Jose Molina                     | Constantine Makris                    | 12 oktober 2004   | Michael Boatman - Dave Seaver Dana Delany - Carolyn Spencer Raviv Ullman - Danny Spencer Lewis Black - BJ Cameron Maggie Grace - Jessie Dawning                                  |
| Als een jonge actrice in haar slaap verkracht wordt, gaan Benson en Stabler op onderzoek uit. De producent van haar show denkt dat een moeder achter de verkrachting zit, omdat zij met een negatieve mediacampagne bezig is tegen de actrice. De rechercheurs ontdekken dat de zoon van de moeder de verkrachting heeft gepleegd omdat hij indruk wilde maken bij een radiopresentator die van choqueren houdt. Dit leidt tot een rechtszaak waar de invloed en macht van entertainment ter sprake komt. |             |                                 |                                       |                   | |
| 4. | Scavenger   | Dawn DeNoon Lisa Marie Petersen | Daniel Sackheim                       | 19 oktober 2004   | Doug Hutchison - Humphrey Becker Anne Meara - Ida Becker Elizabeth Franz - Jeannette Henley                                                                                      |
| New York is in de greep van een seriemoordenaar en de rechercheurs moeten nu een race tegen de klok houden om hem te pakken te krijgen. Met behulp van de moeder van deze seriemoordenaar kunnen zij een slachtoffer redden voordat hij toe kan slaan. |             |                                 |                                       |                   | |
| 5. | Outcry      | Patrick Harbinson               | Constantine Makris                    | 26 oktober 2004   | Amanda Seyfried - Tandi McCain Michael O'Keefe - Ronald McCain Cady McClain - Alice McCain John Schuck - hoofd recherche Muldrew Peter Hermann - Trevor Langan                   |
| Een vermist meisje wordt gevonden in een nieuwbouwwoning. Zij beweert dat zij daar verkracht en vastgebonden werd door een groep mannen in uniform. Benson en Stabler gaan op onderzoek uit en tijdens het onderzoek blijkt haar verhaal onduidelijkheden te hebben, hierop wordt het verhaal telkens aangepast door het slachtoffer. Uiteindelijk verdenken de rechercheurs de overbeschermende stiefvader die het onderzoek al van begin af aan belemmerde. Na verloop van tijd vertelt het slachtoffer wat er werkelijk gebeurd is, zij durfde de waarheid eerst niet te vertellen omdat de dader haar stiefvader geestelijk en financieel kon ruïneren. |             |                                 |                                       |                   | |
| 6. | Conscience  | Roger Wolfson Robert Nathan     | David Platt                           | 9 november 2004   | Peter Riegert - Chauncey Zeirko Kyle MacLachlan - dr. Brett Morton Novella Nelson - familierechter                                                                               |
| Als een vijfjarige zoon van een psychiater ineens verdwijnt van een verjaardagsfeestje en later vermoord wordt gevonden gaan Benson en Stabler op onderzoek uit. De rechercheurs en de openbare aanklager worden eerst gemanipuleerd door de dader en later door de vader van het slachtoffer die zijn expertise gebruikt om de dood van zijn zoon te wreken. |             |                                 |                                       |                   | |
| 7. | Charisma    | Michele Fazekas Tara Butters    | Arthur W. Forney                      | 16 november 2004  | Ali Reza - dr. Rohit Mehta Jeff Kober - Abraham / Eugene Hoff Shannon Cochran - Cindy Cramer / Sarah John Ortiz - Zermeño                                                        |
| Het onderzoek van de zwangerschap bij een twaalfjarig meisje leidt de rechercheurs naar een charismatische sekteleider. Nadat de rechercheurs een huiszoekingsbevel hebben gaan zij de woning binnen van de sekte om de leider te arresteren, deze vlucht net voordat zij binnenvallen. Nu willen zij de hulp inroepen van de volgers van de sekte maar deze willen niet meewerken omdat zij nog sterk in hun leider geloven, inclusief de moeder van het zwangere meisje is door hem gehersenspoeld. Door deze ongewone omstandigheden besluit Benson samen te werken met Munch om de leider op te sporen. |             |                                 |                                       |                   | |
| 8. | Doubt       | Marjorie David                  | Ted Kotcheff                          | 23 november 2004  | Viola Davis - Donna Emmett Mariette Hartley - Lorna Scarry Billy Campbell - Ron Polikoff Carolyn Miller - Sophie Polikoff Shannyn Sossamon - Myra Denning                        |
| Als een studente beweert dat zij verkracht is door haar professor gaan Benson en Stabler op onderzoek uit. De professor beweert dat zij instemde met de seks en de rechercheurs komen in een welles-nietes verhaal. Benson gelooft het slachtoffer en Stabler neigt de professor te geloven, mede omdat hij in een ruzie verkeert met zijn vrouw. Hij begint toch aan zijn onschuld te twijfelen als hij kennis maakt met de manipulerende dochter van de professor. Benson begint ook te twijfelen aan de onschuld van de studente als zij een zelfmoordpoging doet om medelijden op te wekken. De rechercheurs weten niet wat en wie zij moeten geloven en gaan naar de rechtbank om te zien wie de jury gelooft. |             |                                 |                                       |                   | |
| 9. | Weak        | Michele Fazekas Tara Butters    | David Platt                           | 30 november 2004  | Dallas Roberts - Thomas Mathers Angela Pietropinto - Mrs. Mathers Geneva Carr - Margo Sanders                                                                                    |
| Nadat een serieverkrachter diverse geestelijke gehandicapten heeft verkracht gaan Benson en Stabler op onderzoek uit. Zij roepen de hulp in van een ex-collega die nu een psychiater is. Zij moet hen helpen om door te dringen bij een schizofrene slachtoffer die waarschijnlijk ook verkracht is door de verkrachter maar hierover niets kan vertellen door haar ziekte. |             |                                 |                                       |                   | |
| 10. | Haunted     | Amanda Green                    | Juan José Campanella                  | 7 december 2004   | Nicholas Gonzalez - rechercheur Mike Sandoval John Schuck - hoofd recherche Muldrew Ernest Waddell - Ken Randall                                                                 |
| Nadat rechercheur Fin een overval stopt in een supermarkt wordt hij als een held omschreven in de pers. Dan komt er een vrouw die beweert dat Fin een paar jaar geleden haar probeerde te vermoorden toen zij haar dochter wilde redden uit de handen van een drugsdealer. Fin herinnert zich wat zij bedoelt, een paar jaar geleden werkte hij undercover in een drugsbende. De leider van deze bende had een vriendin en toen kwam de moeder haar dochter terugeisen en de leider gaf toen Fin de opdracht om deze moeder hardhandig weg te sturen. Fin besluit nu om naar de dochter te gaan zoeken en komt er achter dat zij ondertussen overleden is. Hij ontdekt wel dat zij een kind had en besluit naar dit kind te gaan zoeken zodat het kind weer herenigd kan worden met zijn oma.                                       |             |                                 |                                       |                   | |
| 11. | Contagious  | Jonathan Greene                 | Aaron Lipstadt                        | 11 januari 2005   | David Lansbury - Larry Purcell Jennette McCurdy - Holly Purcell Pamela Stewart - Mrs. Purcell Daniel Hugh Kelly - Mark Dobbins Rebecca Lowman - Julie Dobbins                    |
| Na een auto-ongeluk wordt een negenjarig meisje onderzocht, zij blijkt verwondingen te hebben die gerelateerd zijn aan seksueel misbruik. Uit paniek beschuldigt zij haar voetbaltrainer en hierop komen er nog meer slachtoffers naar voren. Maar de rechercheurs komen er toch uiteindelijk achter dat het slachtoffer de verkeerde heeft aangewezen en dat een getuige de dader is van het misbruik. |             |                                 |                                       |                   | |
| 12. | Identity    | Lisa Marie Petersen Dawn DeNoon | Rick Wallace                          | 18 januari 2005   | Peter Firth - dr. Preston Blair Reiley McClendon - Logan Stanton / Lindsay Stanton Hillary B. Smith - Mrs. Stanton John Bolger - Mr. Stanton                                     |
| Als een bendelid van een dak valt en overlijdt, gaan Benson en Stabler op onderzoek uit. Zij ontdekken dat dit bendelid iemand wilde verkrachten op het dak en dat het slachtoffer hem heeft gebeten en van het dak gooide uit zelfverdediging. Zij willen de slachtoffer meenemen voor ondervraging en dan komt zijn tweelingzus met de bewering dat zij hem heeft gebeten, dit is echter onmogelijk omdat uit het bewijs is gebleken dat het bendelid is gebeten door een mannelijk persoon. De rechercheurs en de tweeling zijn geschokt als zij horen van de ouders dat de zus als man is geboren, zij werd vrouwelijk opgevoed omdat zijn besnijdenis uit de hand was gelopen. |             |                                 |                                       |                   | |
| 13. | Quarry      | Jose Molina                     | Constantine Makris                    | 25 januari 2005   | Michael Shannon - Avery Shaw Terry Serpico - Deacon Brinn Angelica Page - Julia Brinn John Savage - Lucas Biggs                                                                  |
| Als er een lichaam wordt gevonden van een zevenjarige jongen die vermist werd vanaf 1980 gaan Benson en Stabler op onderzoek uit. Zij denken dat de seriemoordenaar Lucas Biggs hier verantwoordelijk voor is, hij zit nu in de dodencel te wachten voor zijn executie. Hij weet nog alle details van zijn misdaden maar kan zich deze jongen niet herinneren en zweert dat hij hier niets mee te maken heeft. De rechercheurs ontdekken dat de jongen vermoord is door een slachtoffer van Biggs. Deze dader leefde een geheim leven als kindermisbruiker, dit heeft hij geleerd van Biggs toen hij door hem vroeger misbruikt is. Voordat hij opgepakt kan worden wordt hij vermoord door iemand anders. Als de rechercheurs de dader oppakken van deze moord moeten zij besluiten of hij gehandeld heeft uit trauma of schaamte. |             |                                 |                                       |                   | |
| 14. | Game        | Patrick Harbinson               | David Platt                           | 8 februari 2005   | Barry Bostwick - Oliver Gates Seth Gabel - Garrett Perle Geoffrey Arend - spelontwerper Robert Montano - Raul Menedez                                                            |
| Als een vrouw wordt verkracht en vermoord, gaan Benson en Stabler op onderzoek uit. Zij komen erachter dat deze moord uitgevoerd is als in een scène van een videospel genaamd Intensity. Tijdens een ondervraging met de makers van het spel komen zij uit bij een voormalige medewerker van het bedrijf. Deze leidt op zijn beurt de rechercheurs naar twee tieners die beweren dat zij het besef van de realiteit kwijt zijn door het spel. Dit vormt ook hun verdediging tijdens de rechtszaak. |             |                                 |                                       |                   | |
| 15. | Hooked      | Joshua Kotcheff                 | Jean de Segonzac                      | 15 februari 2005  | Hayden Panettiere - Angela Agnelli Shuler Hensley - Mr. Downey Annie McGreevey - Mrs. Downey Jessica Dunphy - Allison Downey Matt Malloy - Max Long                              |
| Als er een lichaam van een vrouwelijke tiener wordt gevonden, gaan Benson en Stabler op onderzoek uit. Zij vinden op het lichaam een identiteitskaart die behoort aan de oudere nicht van het slachtoffer. Tevens ontdekken zij dat het slachtoffer en haar beste vriendin seksuele diensten verleenden tegen betaling. Verder onderzoek wijst uit dat het slachtoffer besmet was met hiv en dat zij werkte voor een pornoproducent en dat een oudere man geobsedeerd was op haar. Maar voordat de rechercheurs de oudere man kunnen arresteren, vinden zij hem ook dood. |             |                                 |                                       |                   | |
| 16. | Ghost       | Amanda Green                    | David Platt                           | 22 februari 2005  | Stephanie March - Alexandra Cabot Mitch Pileggi - DEA agent Jack Hammond Ali Reza - dr. Rohit Mehta Brían F. O'Byrne - Liam Connors                                              |
| Als er een aantal drugs gerelateerde moorden plaatsvinden gaan Benson en Stabler op onderzoek uit. Hun onderzoek leidt hen naar een bekende drugsdealer genaamd Cesar Velez. Bij moord op een echtpaar blijft hun kind ongedeerd en wordt hierdoor een belangrijke getuige. Het moordwapen wordt gelinkt aan Liam Connors, die werkt voor Velez. Connors heeft echter een sterke verdediging en wordt vrijgepleit voor deze moorden. Hierop arresteren de rechercheurs hem voor poging tot moord op hun oude assistent-officier van justitie Alexandra Cabot (zie Loss). Cabot komt terug vanuit haar getuigenbeschermingsprogramma om de rechercheurs te helpen. |             |                                 |                                       |                   | |
| 17. | Rage        | Michele Fazekas Tara Butters    | Juan José Campanella                  | 1 maart 2005      | Matthew Modine - Gordon Rickett Anne Pitoniak - Mrs. Larson Michele Santopietro - Linda Cusick                                                                                   |
| Na een vondst van een lichaam wordt er een verdachte gearresteerd, deze verdachte werd veertien jaar geleden ook al gearresteerd door Stabler voor verkrachting en moord. Toen werd hij vrijgesproken en nu zet Stabler alles op alles om te zorgen dat hij er niet weer mee wegkomt. Zij kunnen de verdachte maximaal 24 uur vasthouden en Stabler zet de verdachte flink onder druk tijdens de ondervraging, dit tot grote zorgen van Benson en Cragen. |             |                                 |                                       |                   | |
| 18. | Pure        | Dawn DeNoon                     | Aaron Lipstadt                        | 8 maart 2005      | Adam Kulbersh - Ben Suarato Martin Short - Sebastian Ballentine / Henry Palaver Mary Mara - Carlene Ballentine Marianne Hagan - Mrs. Sellers Taylor Spreitler - Chloe Sellers    |
| Als er een achttienjarig meisje wordt ontvoerd gaan Benson en Stabler op onderzoek uit. Haar rijke ouders loven een beloning uit voor haar veilige terugkeer, hierop meldt zich Sebastian Ballentine bij de rechercheurs en beweert dat hij een helderziende is en dat hij hen kan helpen. Kort hierna wordt het lichaam gevonden van het ontvoerde meisje. Stabler weigert te geloven dat hij een helderziende is en door de hints die Ballentine geeft over de moord denkt Stabler dat hij geen helderziende is maar verdachte in deze moord. |             |                                 |                                       |                   | |
| 19. | Intoxicated | Jonathan Greene                 | Marita Grabiak                        | 29 maart 2005     | Cathy Moriarty - Denise Eldridge Danielle Panabaker - Carrie Lynn Eldridge Jon Foster - Justin Sharp Glenne Headly - advocate Simone Bryce                                       |
| Een vijftienjarig meisje wordt betrapt door haar moeder terwijl zij seks heeft met haar eenentwintigjarige vriend. De moeder eist dat Benson en Stabler hem arresteren voor verkrachting van een minderjarige ondanks protesten van haar dochter. Onderweg naar het ziekenhuis belt Benson een advocaat voor de dochter en deze beëindigt de ondervraging in het ziekenhuis. Later wordt de moeder in haar huis vermoord gevonden en de dochter en vriend worden de hoofdverdachten. Tijdens het onderzoek naar de moord komen zij erachter dat er een historie is van geweld en misbruik door het slachtoffer. |             |                                 |                                       |                   | |
| 20. | Night       | Amanda Green Chris Levinson     | Juan José Campanella Arthur W. Forney | 3 mei 2005        | Alfred Molina - Gabriel Duvall Angela Lansbury - Eleanor Duvall Bradley Cooper - Jason Whitaker Stelio Savante - Milan Zergin David Thornton - Lionel Granger                    |
| Als het lichaam van een vrouw, met een stapel bankbiljetten in haar mond, gevonden wordt gaan Benson en Stabler op onderzoek uit. Vingerafdrukken op de bankbiljetten leiden de rechercheurs naar een advocaat van een rijke vrouw en haar zoon. Deze vrouw eist dat de rechercheurs haar zoon met rust laten, zij verdenken de zoon ervan dat hij illegaal in de Verenigde Staten verblijvende vrouwen aanrandt, met de hoop dat zij hem niet aanklagen uit angst dat zij het land uitgezet worden. Het team kan onvoldoende bewijs verzamelen om een aanklacht in te kunnen dienen, totdat een immigrante uit Bosnië genoeg moed heeft verzameld om tegen de zoon te getuigen. De broer van de immigrante is zo boos en beschaamd over de aanranding dat hij Novak aanvalt in haar kantoor.                                       |             |                                 |                                       |                   | |
| 21. | Blood       | Patrick Harbinson               | Félix Enríquez Alcalá                 | 10 mei 2005       | J. Paul Nicholas - Linden Delroy Matt Schulze - Kevin Rogers Christine Elise - Carol Rogers Melinda Dillon - Jenny Rogers Judith Ivey - advocate van Jenny Rogers                |
| Een jongedame beweert dat haar baby uit haar auto werd gestolen en dat de daders haar baby uit de auto gooiden. Benson en Stabler onderzoeken haar verhaal en komen tot de ontdekking dat de moeder verslaafd is aan pijnstillers. Verder onderzoek leidt hen naar een oudere vrouw die met haar zoon en schoondochter leeft. De jongedame identificeert de schoondochter als degene van wie zij de pijnstillers koopt, op het moment dat de rechercheurs haar willen arresteren vinden zij haar dood bij haar thuis. Ondertussen heeft Stabler ook een privéprobleem, hij moet zijn invloed gebruiken om zijn dochter uit cel te houden nadat zij opgepakt is voor rijden onder invloed van alcohol. |             |                                 |                                       |                   | |
| 22. | Parts       | David Foster                    | Matt Earl Beesley                     | 10 mei 2005       | Marlee Matlin - dr. Amy Solwey Kevin Carroll - James McGovern Cherita Armstrong - Anne McGovern Tyler James Williams - Kyle McGovern Isiah Whitlock jr. - vertegenwoordiger NTCC |
| Als in een auto op een autosloperij een hoofd van een vrouw wordt gevonden gaan Benson en Stabler op onderzoek uit. Het onderzoek leidt hen naar een zwarte markt in lichaamsdelen en verder onderzoek leidt hen naar mensen die wachten op een niertransplantatie. Door een orgaandealer komen zij uit bij een echtpaar die een zoon hebben die op sterven ligt, het echtpaar brak de wet om door op de zwarte markt een nier te kopen voor hun stervende zoon. |             |                                 |                                       |                   | |
| 23. | Goliath     | Michele Fazekas Tara Butters    | Peter Leto                            | 24 mei 2005       | John Dossett - dr. Trainer R.E. Rodgers - Tommy Callahan Amy Landecker - Jamie Callahan Jon Bernthal - Sherm Hempell Gina Tognoni - Kristen Vaill                                |
| Als een vrouw aangifte komt doen van verkrachting door haar man gaan Benson en Stabler op onderzoek uit. Hun onderzoek wordt lastig als blijkt dat haar man een politieagent is. Tijdens de ondervraging neigen de rechercheurs zijn verhaal te geloven, totdat hij ineens zijn baas aanvalt. Als een andere politieagent zijn vrouw vermoordt en zelfmoord probeert te plegen, denken ze dat er een verband bestaat tussen deze twee gevallen. Het blijkt dat deze politieagenten pas teruggekomen zijn van een missie in Afghanistan waar zij een anti-malaria-medicijn hebben gekregen genaamd Quinium. Met behulp van een verslaggever en een militaire dokter opent Novak een aanval op United States Army. |             |                                 |                                       |                   | |